# Cowboy Bebop
Cowboy Bebop (jap. カウボーイビバップ Kaubōi bibappu) – serial anime z 1998 roku, wyreżyserowany przez Shin’ichirō Watanabe, składający się z dwudziestu sześciu odcinków, przedstawiający losy grupy łowców nagród, działających w latach 70. XXI wieku.
Serial zawiera wiele odniesień do kultury popularnej, czerpie z kultury westernu, elementów arabskiej tradycji. Tytuły wszystkich odcinków są tytułami rzeczywistych utworów muzycznych. Serial jest wypełniony odniesieniami do amerykańskiej popkultury: westernów, kryminałów, noir, filmów akcji oraz seriali telewizyjnych. Autorką ścieżki dźwiękowej jest japońska kompozytorka i pianistka Yōko Kanno. Większość wykonał jej zespół The Seatbelts.
19 listopada 2021 miał premierę serial aktorski Netfliksa, adaptujący animowany oryginał.

## Tło wydarzeń
Akcja serialu rozgrywa się w latach 70. XXI wieku. Rozwój techniki umożliwił wybudowanie w 2021 roku wrót międzyplanetarnych ułatwiających podróżowanie po Układzie Słonecznym. Zignorowana przez twórców niestabilność oprogramowania wrót spowodowała katastrofę bramy nadprzestrzennej w pobliżu Ziemi. W jej wyniku uszkodzony został Księżyc, którego odłamki spadając na Ziemię zabiły 4,7 miliarda ludzi. Ci, którzy przeżyli, chroniąc się przed deszczami meteorytów zamieszkali pod powierzchnią ziemi lub wyemigrowali na inne planety Układu Słonecznego oraz naturalne i sztuczne satelity. Ludzie zasiedlili Wenus, kratery Marsa, największy księżyc Saturna Tytan, Galileuszowe księżyce Jowisza, stacje kosmiczne, niektóre nadające się do zamieszkania asteroidy oraz Pluton, na którym znajdują się kolonie karne. W 2071 roku cały Układ Słoneczny zamieszkuje ok. 1,5 miliarda ludzi.
Kolonizacja ogromnych terenów sprowokowała wzrost przestępczości, co z jednoczesną nieudolnością policji zmusiło władze do przywrócenia systemu nagród za schwytanie przestępców, podobnych do tego występującego na Dzikim Zachodzie. Doprowadziło to do powstania profesji łowcy nagród, który w slangu nazywany jest kowbojem. Często podobni do osób przez siebie poszukiwanych, łowcy nagród kierują się jedną zasadą – poszukiwana osoba musi przeżyć, jest to bowiem warunek konieczny do wypłacenia nagrody. Dane o przestępcach i nagrodach prezentowane są w ogólnodostępnym programie telewizyjnym Big Shots. Walutą obowiązującą w całym systemie solarnym jest woolong.
Sieć WWW przeistoczyła się w globalną SSW (Solar System Web). Technika medyczna stoi na bardzo wysokim poziomie. Powszechnie stosowane są sztuczne implanty i zamrażanie kriogeniczne. Nie przyjęły się natomiast innowacje broni i bohaterowie stosują głównie starą broń palną, czyli pistolety, karabiny.

## Bohaterowie
Bohaterami anime jest grupa łowców nagród, podróżująca statkiem kosmicznym o nazwie Bebop: Spike Spiegel, Faye Valentine, Jet Black, haker Ed oraz genetycznie zmodyfikowany pies Ein.
Każde z nich ma swoją odmienną historię oraz przeszłość. Fabuła przedstawia historię ich spotkania oraz wspólnych poszukiwań przestępców, odkrywając stopniowo wcześniejsze losy każdego bohatera. Nietypowym dla bohaterów jest brak wyraźnych więzi między postaciami. To grupa przypadkowo znajdująca się na jednym statku. Mimo licznych wspólnych przygód wielokrotnie dają do zrozumienia, iż nie specjalnie zależy im wzajemnie na sobie i nie czują się odpowiedzialni za pozostałych załogantów Bebopa. Do współpracy zachęca ich jedynie wizja zdobycia pieniędzy.
- Spike Spiegel – pochodzący z Marsa 27-letni łowca nagród. Wysoki, szczupły, ma ciemnozielone włosy, ubrany zazwyczaj w za mały garnitur. Kilka lat wcześniej uległ wypadkowi, po którym wstawiono mu sztuczne oko. Mówi, że „od tego czasu, jednym widzi przeszłość, a drugim teraźniejszość”. Notoryczny palacz. Sprawny w walce wręcz, posługuje się stylem Jeet Kune Do, dobrze posługuje się bronią palną – używa pistoletu Jericho 941 (choć także i innej broni jak np. Beretta 92FS czy Ruger p89). Pilot osobistego statku Swordfish II, dawnego ścigacza przerobionego na myśliwiec. W przeszłości był członkiem gangu Red Dragon, gdzie jego najlepszym przyjacielem był Vicious. Spike nie lubi zwierząt, dzieci i ambitnych kobiet. Spike podczas pierwszego spotkania z Jetem powiedział, że „jest człowiekiem, który już raz umarł”. Było to po poważnym zranieniu podczas walki. Uratowała go Julia, dziewczyna Viciousa. Spike kochał ją, była „tą drugą połową, której zawsze pragnął”, która „zbudziła go ze snu i sprawiła, że po raz pierwszy poczuł się naprawdę żywy”. Pod jej wpływem postanowił zrezygnować z działalności przestępczej, pozorując własną śmierć. Plany ich wspólnej ucieczki zniweczył Vicious, strasząc Julię zabiciem Spike’a. Julia nie spotkała się ze Spikiem w umówionym miejscu. Spike nie poznał motywów tej decyzji aż do czasu zdarzeń przedstawionych w końcowych odcinkach serialu. Sesja „Prawdziwy Folkowy Blues”, część 1 i 2 (odcinki 25 i 26) ukazuje ponowne spotkanie pary. Na cmentarzu, w strugach deszczu Julia wyjaśnia Spike’owi, dlaczego wtedy nie przyszła i proponuje ucieczkę we dwoje, obiecując, że będzie z nim do końca. Spike oraz Jet Black pracowali jako łowcy nagród trzy lata przed spotkaniem pozostałych członków załogi.

Seiyū: Kōichi Yamadera 
- Jet Black – 36-letni były członek policji ISSP, pochodzący z Ganimedesa. Odszedł z ISSP przez sprawę z Udai Taximem oraz zniechęcony panującą tam korupcją. W jednej z policyjnych akcji stracił lewą rękę, którą zastępuje mu cybernetyczna proteza. Został postrzelony przez swojego partnera, Fada, ponieważ stanowił zagrożenie dla Organizacji, w której działał Udai, a Fad był na ich liście płac. Pilotuje statek Bebop, przerobiony kuter rybacki oraz swój osobisty, nazywany Hammerhead. Poza tym przygotowuje posiłki dla załogi, a w wolnym czasie pielęgnuje drzewka bonsai. Podczas serii pokazany jest także miłosny epizod z jego przeszłości, gdy odeszła od niego kobieta o imieniu Alisa.

Seiyū: Unshō Ishizuka 
- Faye Valentine – jest 23-letnią kobietą. Ambitna, bardzo atrakcyjna, nosi charakterystyczny strój – krótka bluzka i spodenki w kolorze żółtym oraz zakolanówki i białe kozaczki. Urodziła się w roku 1994. W wieku 20 lat uległa wypadkowi. Przez 54 lata była pogrążona w śpiączce, podczas gdy jej ciało pozostawało zamrożone. Po operacji przebywała w szpitalu i spała do czasu, gdy rozwój medycyny pozwolił całkowicie ją wyleczyć. Faye odmroził doktor Bachus, który nazwał ją „Valentine” od tytułu swojej ulubionej piosenki[a]. Musiała uciekać z kliniki, gdyż nie była w stanie pokryć wszystkich opłat o łącznej wysokości 300 mln 28 tys. woolongów. Pomógł jej Whitney Hagas Matsumoto, jak się później okazało – siostrzeniec Bachusa. Prawnik, zatrudniony przez towarzystwo ubezpieczeniowe Totus. Nazywa Faye „Śpiącą królewną”, jednak oszukuje ją, zapisując w testamencie swoje długi. Do ponownego ich spotkania dochodzi w sesji 15., kiedy Whitney Hagas Matsumoto zostaje złapany przez Jeta za oszustwa. Po wybudzeniu ze śpiączki była drobną oszustką i przestępczynią. Przyłącza się do Jeta i Spike’a w 3. odcinku. Dzięki kasecie betamax, wysłanej przez samą siebie w młodości tak aby dotarła do niej po latach, odnajduje swój rodzinny dom i odkrywa częściowo swoją przeszłość – życie na Ziemi przed wypadkiem. Po tych wydarzeniach postanawia pozostać wraz z załogą Bebopa.

Seiyū: Megumi Hayashibara 
- Edward Wong Hau Pepelu Tivrusky IV – hakerka zamieszkująca Ziemię. W serialu ma około 13 lat. Przedstawia się jako Edward Wong Hau Pepelu Tivrusky IV, jednak jest to wymyślone imię. Ojciec, Appledelhi Siniz Hesap Lutfen, którego spotyka w sesji 24, nazywa ją „Francoise”. Appeldelhi przez 7 lat szukał po całym świecie swojej córki. Zakonnica z sierocińca, w którym przebywała Ed wyjaśniła, że zapomniał jej odebrać z przedszkola. Gibka, nadpobudliwa, wyjątkowo inteligentna. Lubi grę w szachy i zabawę z psami. Na Ziemi była postacią owianą różnymi legendami. Mówiono, że jest to zły haker, „drag queen”, kosmita, koszykarz oraz guru Hindusów. W przeszłości śledziła losy załogi Bebopa. W zamian za udzielenie informacji pomocnych w znalezieniu winnych jednego z przestępstw, Faye obiecała, że będzie mogła się przyłączyć do grona załogi Bebopa – łowców nagród w 9. odcinku serii.

Seiyū: Aoi Tada 
- Vicious – jeden z czołowych członków organizacji przestępczej Red Dragon. Były najlepszy przyjaciel Spike’a. Jego bronią jest katana (choć we wspomnieniach Spike’a posługuje się także pistoletem Colt M1911). Jest bezwzględny nawet dla starych przyjaciół. Dąży do przejęcia władzy w syndykacie za wszelką cenę. Głos w japońskiej wersji językowej podkłada Norio Wakamoto
- Julia – kobieta związana w przeszłości z Viciousem, kochanka Spike’a. Faye Valentine poznała Julię w odcinku 26. Mówi, że jest piękna, niebezpieczna, jak „diabeł z nieba lub jak anioł z piekła”. Julia ma długie blond włosy.
- Punch i Judy – duet prowadzący program telewizyjny dla łowców nagród Big Shot, w którym prezentują Today’s Menu, czyli sylwetki poszukiwanych bandytów.
- Trzech pijaczków – Antonio, Carlos i Jobim pojawiają się niby przypadkiem siedząc sobie i komentując nie raz to co się dzieje obok nich.

## Anime
Serial liczy 26 odcinków, trwających przeważnie po 25 minut. Oprócz tego powstały odcinki 00 – będący zbiorem wywiadów z twórcami serialu oraz zawierający teledysk utworu z czołówki „Tank”, a także odcinek 27
| Premiera odcinka | Nr | Polski tytuł                | Angielski tytuł           |
| ---------------- | -- | --------------------------- | ------------------------- |
|                  |    |                             |                           |
|                  | 01 | Gwiezdny Blues              | „Asteroid Blues”          |
|                  |    |                             |                           |
|                  | 02 | Bezpański Pies              | „Stray Dog Strut”         |
|                  |    |                             |                           |
|                  | 03 | Szulerka                    | „Honky Tonk Women”        |
|                  |    |                             |                           |
|                  | 04 | Kosmiczne Wrota             | „Gateway Shuffle”         |
|                  |    |                             |                           |
|                  | 05 | Ballada o Upadłych Aniołach | „Ballad of Fallen Angels” |
|                  |    |                             |                           |
|                  | 06 | Współczucie dla Diabła      | „Sympathy for the Devil”  |
|                  |    |                             |                           |
|                  | 07 | Królowa heavy metalu        | „Heavy Metal Queen”       |
|                  |    |                             |                           |
|                  | 08 | Walc na Venus               | „Waltz For Venus”         |
|                  |    |                             |                           |
|                  | 09 | Spotkanie z Edwardem        | „Jamming with Edward”     |
|                  |    |                             |                           |
|                  | 10 | Elegia na Ganimedesa        | „Ganymede Elegy”          |
|                  |    |                             |                           |
|                  | 11 | Zabawki na strychu          | „Toys in the Attic”       |
|                  |    |                             |                           |
|                  | 12 | Jowiszowy Jazz              | „Jupiter Jazz”            |
|                  | 13 | Jowiszowy Jazz              | „Jupiter Jazz”            |
|                  |    |                             |                           |
|                  | 14 | Bohemian Rhapsody           | „Bohemian Rhapsody”       |
|                  |    |                             |                           |
|                  | 15 | Moja Funny Valentine        | „My Funny Valentine”      |
|                  |    |                             |                           |
|                  | 16 | Serenada Czarnego Psa       | „Black Dog Serenade”      |
|                  |    |                             |                           |
|                  | 17 | Grzybowa Samba              | „Mushroom Samba”          |
|                  |    |                             |                           |
|                  | 18 | Mówić jak dziecko           | „Speak Like a Child”      |
|                  |    |                             |                           |
|                  | 19 | Dzikie Konie                | „Wild Horses”             |
|                  |    |                             |                           |
|                  | 20 | Szalony Piotruś             | „Pierrot le Fou”          |
|                  |    |                             |                           |
|                  | 21 | Boogie Woogie i Fengshui    | „Boogie Woogie Feng Shui” |
|                  |    |                             |                           |
|                  | 22 | Kowbojski Funk              | „Cowboy Funk”             |
|                  |    |                             |                           |
|                  | 23 | Umysłowe marzenie           | „Brain Scratch”           |
|                  |    |                             |                           |
|                  | 24 | Smutna kobieta              | „Hard Luck Woman”         |
|                  |    |                             |                           |
|                  | 25 | Prawdziwy blues             | „The Real Folk Blues”     |
|                  | 26 | Prawdziwy blues             | „The Real Folk Blues”     |
|                  |    |                             |                           |

## Emisje serialu i wyróżnienia
Pierwsza emisja serialu miała miejsce na antenie TV Tokyo w roku 1998, jednak z powodu kontrowersji związanych z brutalnym charakterem anime, wyemitowano jedynie 12 odcinków i odcinek 27. Rok później wyemitowano całą serię w japońskiej satelitarnej telewizji Wowow. Serial zyskał sobie liczne uznanie, do dziś nie schodząc z czołówek list przebojów wiodących serwisów poświęconych tematyce japońskiej animacji – jak np. Anime News Network czy Animenfo. W głosowaniu czytelników japońskiego magazynu „Newtype” na dwadzieścia najlepszych seriali anime wszech czasów, serial zajął ósmą lokatę.
Cowboy Bebop doczekał się emisji w wielu krajach, niektóre z nich to:
- Ameryka Łacińska – w 1999 na kanale Locomotion.
- Australia – emitowany w 2002 na Cartoon Network’s Adult Swim i 2007 na ABC2.
- Francja – emitowany latem 2000 roku na Canal+.
- Hiszpania – w 1999 na kanale Buzz, w 2000 na kanale K3 i w 2006 na kanale Cuatro.
- Holandia – w 2005 roku na kanale TMF i Cartoon Network’s Adult Swim.
- Izrael – między 2001 a 2002 rokiem na kanale Bip.
- Kanada – po raz pierwszy w 2006 na kanale Razer.
- Niemcy – między 2003 a 2004 rokiem na MTV.
- Portugalia – w 2001 na kanale SIC Radical i ponownie w 2007.
- Polska – kilkakrotnie na kanale Hyper+ w 2002 i TVP Kultura w 2006, Netflix od 2021.
- Singapur – emitowany na kanale Arts Central z kilkoma scenami wyciętymi ze względu na brutalny charakter.
- Stany Zjednoczone – po raz pierwszy w 2001 roku przez Cartoon Network (jako pierwsza produkcja anime, wyemitowana w bloku programów dla dorosłych Adult Swim)
- Wielka Brytania – po raz pierwszy emitowany w 2002 roku przez CNX. Powtórzono emisję 2007 roku na kanale AnimeCentral.
- Włochy – w 1999 na MTV i ponownie w 2007.

Serial emitowano w Polsce w oryginalnej wersji językowej z polskimi napisami od października 2002 roku na kanale satelitarnym Hyper+, nadawanym w ramach platformy cyfrowej CYFRA+. Kilka lat wcześniej wydawnictwo Planet Manga wprowadziło na rynek dwie kasety VHS z pięcioma odcinkami serialu, a w roku 2005, 2006 i 2007 serial emitowany był na kanale TVP Kultura z polskim lektorem. W Polsce został wydany film kinowy w wersji DVD – przetłumaczony jako „Kowboj Bebop”, a dystrybutorem była firma Imperial. W związku z promocją adaptacji aktorskiej oryginalny serial jest dostępny w polskiej wersji platformy Netflix od 21 września 2021 roku, jako „Kowboj Bebop”, w nowym tłumaczeniu Jacka Trzęsowskiego.
Wszystkie odcinki (prócz 27.) zostały wydane na płytach DVD, dostępnych w Japonii, Ameryce Północnej i Europie.

## Informacje dodatkowe
Po bardzo dobrym przyjęciu serialu przez fanów na całym świecie wydano pięć tomów mangi. Ukazały się także cztery gry konsolowe (dwie na konsole Game Boy, jedna na PlayStation oraz jedna na PlayStation 2), nie doczekały się jednak dystrybucji poza Japonią oraz innej niż japońska, wersji językowej. W 2001, w odezwie na prośby fanów, na ekranach kin pojawił się film pełnometrażowy Cowboy Bebop: Pukając do nieba bram, którego akcja rozgrywa się między odcinkami 22 i 23. Film powtórzył sukces serialu, jednak realizatorzy, pomimo nacisku fanów, zarzekają się, że nie planują kontynuacji. Do dziś wydawane zostały artbooki oraz figurki.